# باتريك ماهر (كاتب)
باتريك ماهر (بالإنجليزية: Patrick Maher)‏ (11 مايو 1965، إيست غراند رابيدز في الولايات المتحدة)؛ كاتب وروائي أمريكي.